# Mbombela
Mbombela, antiguamente Nelspruit, es una ciudad de 221 474 habitantes situada en el nordeste de Sudáfrica, capital de la provincia de Mpumalanga. Situada sobre el río Cocodrilo, se encuentra a unos 100 kilómetros al oeste del límite Mozambique y a 330 kilómetros al este de Johannesburgo. La ciudad más cercana es KaNyamazane, unos pocos kilómetros al este de Nelspruit.
Fue fundada en 1905 por tres hermanos de la familia Nel que pastaban su ganado alrededor del sitio de Nelspruit durante los meses de invierno. 
La ciudad tiene un aeropuerto, el Aeropuerto Internacional Kruger Mpumalanga, que es usado principalmente para vuelos de y a Johannesburgo, pero que también tiene vuelos frecuentes a Ciudad del Cabo y otras ciudades. Es también de sede del Instituto de Investigación del Gobierno para Frutas Cítricas y Subtropicales, y los Jardines Botánicos Lowveld.
Nelspruit construyó un nuevo estadio de fútbol para la Copa Mundial de Fútbol de 2010. Su nombre es Estadio Mbombela y posee una capacidad de 43.589 espectadores. En Nelspruit se encuentra el casino Emnotweni situado en el camino a Whiteriver.

## Historia
Fue fundada en 1905 por tres hermanos de la familia Nel que pastaban su ganado alrededor del sitio de Nelspruit durante los meses de invierno. 
Durante la guerra de los bóeres, sirvió brevemente como sede de gobierno de la República Sudafricana, un estado afrikáner independiente.

## Economía
Es el centro manufacturero y agrícola del noreste de Sudáfrica. Las industrias principales incluyen el enlatado de cítricos, producción de papel, fabricación de mobiliario y maderera. Sus fértiles suelos y clima subtropical proporcionan condiciones perfectas para el crecimiento de frutas cítricas y tropicales, principalmente mango, plátano, palta o aguacate y también muchas variedades de nueces. Hay muchas granjas de naranja en el área alrededor de Nelspruit.
Es una escala importante para los turistas que se dirigen al Parque Nacional Kruger y a Mozambique. El turismo de Mozambique también estimula considerablemente la economía de la ciudad.

## Suburbios

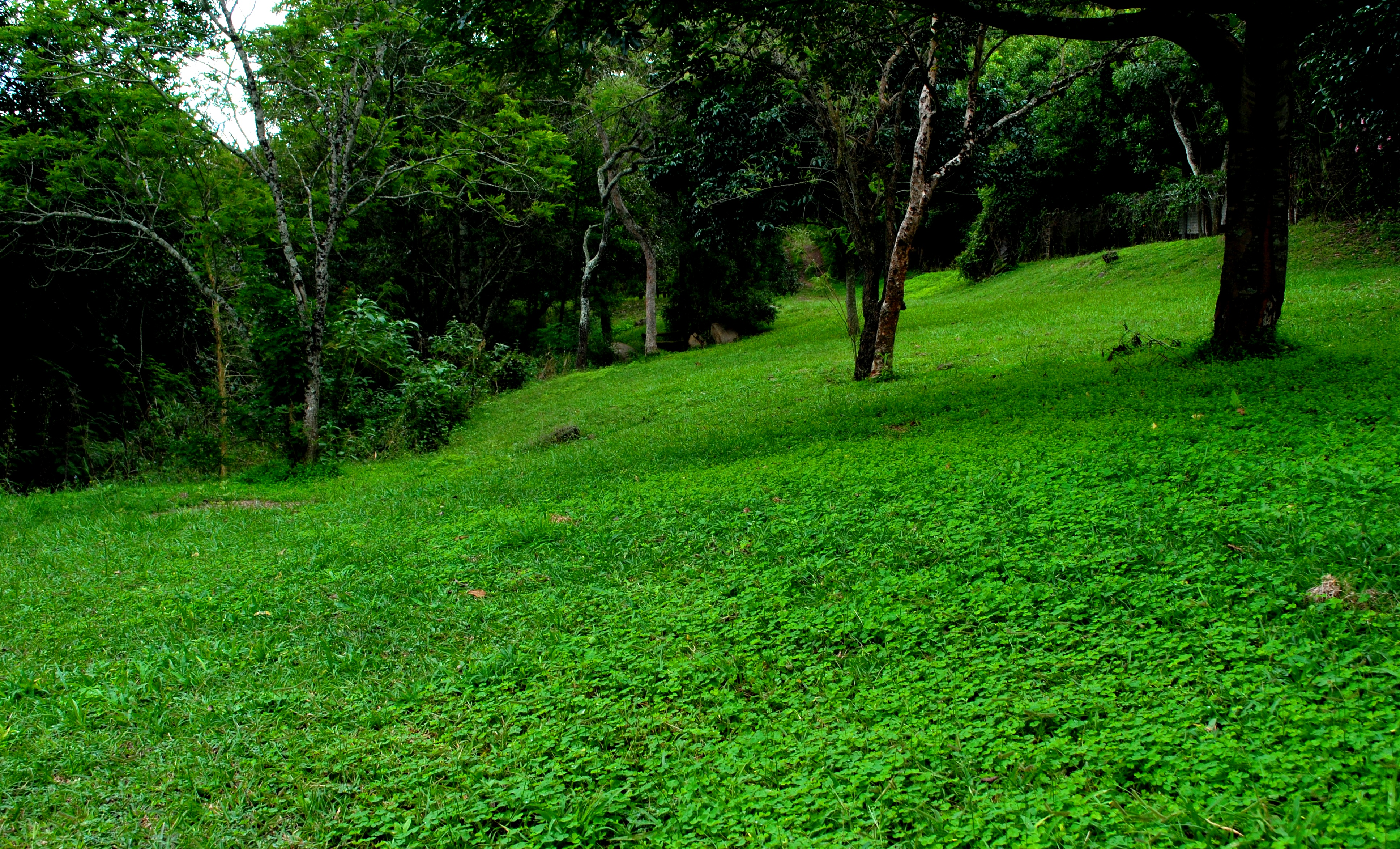
Parque en Nelspruit

- West Acres
- Steiltes
- Sonheuwel
- Riverside
- Nelsville
- Valencia Park
- Nelindia
- Stonehenge
- Kamagugu
- Vintonia
- The Rest
- Nelspruit Central (CBD)
- Pumlanga
- KaNyamazane
- Pienaar
- KaBokweni
- Matsulu

## Clima
| Parámetros climáticos promedio de Nelspruit | Parámetros climáticos promedio de Nelspruit | Parámetros climáticos promedio de Nelspruit | Parámetros climáticos promedio de Nelspruit | Parámetros climáticos promedio de Nelspruit | Parámetros climáticos promedio de Nelspruit | Parámetros climáticos promedio de Nelspruit | Parámetros climáticos promedio de Nelspruit | Parámetros climáticos promedio de Nelspruit | Parámetros climáticos promedio de Nelspruit | Parámetros climáticos promedio de Nelspruit | Parámetros climáticos promedio de Nelspruit | Parámetros climáticos promedio de Nelspruit | Parámetros climáticos promedio de Nelspruit |
| Mes                                         | Ene.                                        | Feb.                                        | Mar.                                        | Abr.                                        | May.                                        | Jun.                                        | Jul.                                        | Ago.                                        | Sep.                                        | Oct.                                        | Nov.                                        | Dic.                                        | Anual                                       |
| ------------------------------------------- | ------------------------------------------- | ------------------------------------------- | ------------------------------------------- | ------------------------------------------- | ------------------------------------------- | ------------------------------------------- | ------------------------------------------- | ------------------------------------------- | ------------------------------------------- | ------------------------------------------- | ------------------------------------------- | ------------------------------------------- | ------------------------------------------- |
| Temp. máx. abs. (°C)                        | 40                                          | 39                                          | 38                                          | 36                                          | 35                                          | 32                                          | 32                                          | 35                                          | 38                                          | 40                                          | 38                                          | 38                                          | 40                                          |
| Temp. máx. media (°C)                       | 29                                          | 29                                          | 28                                          | 27                                          | 25                                          | 23                                          | 23                                          | 25                                          | 27                                          | 27                                          | 27                                          | 28                                          | 27                                          |
| Temp. mín. media (°C)                       | 19                                          | 19                                          | 18                                          | 14                                          | 10                                          | 6                                           | 6                                           | 9                                           | 12                                          | 14                                          | 17                                          | 18                                          | 13                                          |
| Temp. mín. abs. (°C)                        | 11                                          | 11                                          | 10                                          | 5                                           | 2                                           | -2                                          | -1                                          | -1                                          | 2                                           | 5                                           | 10                                          | 10                                          | -2                                          |
| Precipitación total (mm)                    | 127                                         | 108                                         | 90                                          | 51                                          | 15                                          | 9                                           | 10                                          | 10                                          | 26                                          | 75                                          | 115                                         | 131                                         | 767                                         |
| Días de precipitaciones (≥ 1 mm)            | 14                                          | 12                                          | 12                                          | 7                                           | 4                                           | 2                                           | 2                                           | 3                                           | 5                                           | 11                                          | 15                                          | 14                                          | 100                                         |
| Fuente: South African Weather Service       |                                             |                                             |                                             |                                             |                                             |                                             |                                             |                                             |                                             |                                             |                                             |                                             |                                             |